# Рачинский, Казимир
Казимир Ян Непомуцен Рачинский (пол. Kazimierz Jan Nepomucen Raczyński; 2 марта 1739, Войновице — 25 февраля 1824) — польский государственный и военный деятель, генерал коронных войск, маршалок надворный коронный (1783—1793), консуляр Постоянного совета (1780), участник Тарговицкой конфедерации, староста червоноградский, зельгневский (1771) и чарненский (1764).

## Биография
Представитель польского шляхетского рода Рачинских герба «Наленч». Сын Виктора Рачинского (1698—1764) и Магдалены Дзялынской (1719—1743). Выпускник Академии Любранского.
Начал свою политическую карьеру во время избрания на польский престол Станислава Августа Понятовского как сторонник будущего монарха. В 1764 году Казимир Рачинский был избран маршалком конфедерации великопольских воеводств в конфедерации Чарторыйских и депутат на конвокационный сейм от Познанского воеводства. В качестве депутата на элекционный сейм от Познанского воеводства поддержал избрания Станислав Августа Понятовского на королевский престол. В том же 1764 году избирался депутатом от Познанского воеводства на коронационный сейм. В 1765 году Казимир Рачинский был награждён Орденом Святого Станислава. Одновременно развивалась его военная карьера. Из чина ротмистра в 1768 году он получил патент генерала коронных войск. В том 1768 году Казимир Рачинский получил во владение Червоноград (где он занимал уряд старосты) и Рогалин. В своём дворце в Рогалине он собрал библиотеку, которая положила начало Библиотеке Рачинских. В 1773 году Казимир Рачинский вступил в конфедерацию Адама Понинского. В 1767 году он был избран депутатом от Познанского воеводства на Сейм Репнина. В 1773—1775 годах Казимир Рачинский в качестве депутата заседал в Разделительном сейме от Познанского воеводства. Он вошёл в состав делегации, которая под давлением дипломатов России, Пруссии и Австрии, согласилась на Первый раздел Речи Посполитой. 18 сентября 1773 года Казимир Рачинский участвовал в подписании договора об уступке Речью Посполитой части своей территории, захваченной Россией, Пруссией и Австрией. В 1776 году — член конфедерации Анджея Мокроновского.
Казимир Рачинский был сторонником России. В 1776 году он подтвердил получение от царского правительства 750 червонных злотых, что составляло половину годовой зарплаты в размере 1500 червонных злотых, выплачиваемых ему из кассы российского посла Отто Магнуса фон Штакельберга. В 1776 году Казимир Рачинский избирался послом на сейм от Познанского воеводства. В 1788 году был назначен консуляром Департамента Полиции Постоянного Совета.
Казимир Рачинский был членом конфедерации Четырёхлетнего сейма. Выступал против реформ Четырёхлетнего сейма. Фигурировал в списке депутатов и сенаторов российского посла Якова Булгакова в 1792 году, на которых Россия могла бы рассчитывать при свержении Конституции 3 мая.
Писарь великий коронный (1768—1776), затем генеральный староста великопольский (1778—1793), маршалок надворный коронный (1783—1793). В 1780—1784, 1786—1788 годах — член Постоянного Совета, маршалок Постоянного Совета (1782—1784). Член Департмаента иностранных дел Постоянного Совета в 1783 году. В 1786—1788 годах — начальник департамента полиции.
Казимир Рачинский был консуляром генеральной коронной конфедерации в Тарговицкой конфедерации, депутат Гродненского сейма в 1793 году. Утром 17 апреля 1794 года, в день начала восстания в Варшаве, Казимир Рачинский покинул польскую столицу. После разделов Речи Посполитой прекратил общественную деятельность.
В 1797—1804 годах — председатель банковской комиссии, созданной для ликвидации польских банков.
6 июля 1798 года Казимир Рачинский в Берлине получил титул графа Прусского королевства.
Образованный человек, любитель архитектуры. В качестве председателя комиссии доброго порядка в Познани он внёс свой вклад в развитие города. В Познани Казимир Рачинский реконструировал Королевский дворец в 1783 году. В 1787 году владел собственным дворцом в Варшаве.
13 марта 1774 года Казимир Рачинский был награждён королём Станиславом Августом Понятовским Орденом Белого орла.
Начал комплектовать сборник документов Великой Польши, который был издан его внуком Эдвардом Рачинским в 1840 году. Это был дипломатический кодекс Великой Польши.

## Семья
4 апреля 1761 года Казимир Рачинский женился на Терезе Мощенской (1745—1818), дочери каштеляна сантоцкого Стефана Доминика Мощенского (1707—1771) и Юстины Рачинской (ок. 1711—1782). Супруги имели двух детей:
- Магдалена Мария Рачинская (1765—1847), муж с 1782 года генерал-майор, князь Михаил Любомирский (1752—1809)
- Михалина Рачинская (1768—1790), муж с 1784 года генерал-майор Филипп Нереуж Рачинский (1747—1804).